# Andrew Clayton
Andrew Clayton (* 10. April 1973 in Bradford, England) ist ein ehemaliger britischer Schwimmer. Er war bei Weltmeisterschaften einmal Dritter auf der 50-Meter-Bahn und erschwamm je eine Silber- und Bronzemedaille auf der 25-Meter-Bahn. Bei Europameisterschaften erhielt er eine Goldmedaille auf der Langbahn und eine Silbermedaille auf der Kurzbahn. Hinzu kommen eine Silbermedaille und zwei Bronzemedaillen bei Commonwealth Games.

## Sportliche Karriere
Der 1,91 Meter große Clayton belegte 1991 bei den Europameisterschaften in Athen den siebten Platz mit der 4-mal-200-Meter-Freistilstaffel. Bei den Commonwealth Games 1994 im kanadischen Victoria gewann Clayton sowohl mit der englischen 4-mal-100-Meter-Freistilstaffel als auch mit der 4-mal-200-Meter-Freistilstaffel die Bronzemedaille. 1996 bei den olympischen Schwimmwettbewerben in Atlanta wurde Clayton über 200 Meter Freistil Siebter des B-Finales und damit 15. der Gesamtwertung. Tags darauf erreichte die britische 4-mal-200-Meter-Freistilstaffel mit Paul Palmer, Andrew Clayton, Mark Stevens und James Salter das Finale und schlug als Fünfte an. Bei den Kurzbahneuropameisterschaften in Rostock Ende 1996 siegte über 200 Meter Freistil der Deutsche Lars Conrad, dahinter erkämpfte Clayton die Silbermedaille.
Im April 1997 fanden die Kurzbahnweltmeisterschaften in Göteborg statt. Über 200 Meter Freistil erreichte Clayton das Ziel als Sechster. In der 4-mal-200-Meter-Freistilstaffel siegten die Australier vor den Schweden, die britische Staffel mit Palmer, Clayton, Stevens und Salter gewann die Bronzemedaille vor dem deutschen Quartett. Clayton war auch Mitglied der 4-mal-100-Meter-Freistilstaffel, die in der Besetzung Clayton, Andrew Handley, Mark Stevens und Mark Foster auf den vierten Platz schwamm. Im August bei den Europameisterschaften in Sevilla gewann die britische 4-mal-200-Meter-Freistilstaffel mit Palmer, Clayton, Gavin Meadows und Salter den Titel mit 0,28 Sekunden Vorsprung vor den Niederländern. Anfang 1998 bei den Weltmeisterschaften in Perth erschwamm die britische 4-mal-200-Meter-Freistilstaffel mit Paul Palmer, Gavin Meadows, Andrew Clayton und James Salter die Bronzemedaille hinter den Australiern und den Niederländern. Bei den Commonwealth Games 1998 in Kuala Lumpur wurde Clayton Achter über 200 Meter Freistil und gewann die Silbermedaille mit der englischen 4-mal-200-Meter-Freistilstaffel. 1999 bei den Kurzbahnweltmeisterschaften in Hongkong gewann die britische 4-mal-200-Meter-Freistilstaffel die Silbermedaille. Clayton, der nur im Vorlauf eingesetzt worden war, erhielt ebenfalls eine Medaille. Bei den Olympischen Spielen 2000 in Sydney erreichte die britische 4-mal-200-Meter-Staffel mit James Salter, Andrew Clayton, Marc Spackman und Edward Sinclair das Finale mit der sechstbesten Vorlaufzeit. Im Finale schwamm Paul Palmer für Clayton und die Briten belegten den fünften Platz.